# IOS 26
iOS 26 — девятнадцатая версия мобильной операционной системы iOS, разрабатываемой Apple для линейки продуктов iPhone. Была анонсирована 9 июня 2025 года на WWDC 2025 вместе с iPadOS 26, macOS Tahoe и другими операционными системами. Начиная с анонса этой линейки операционных систем, все будущие номера версий будут унифицированы в зависимости от года их выпуска.
iOS 26 была представлена самым грандиозным обновлением графического дизайна с момента выхода iOS 7. Единый язык дизайна, названный жидким стеклом (англ. Liquid Glass), связал все операционные системы из представленной линейки, о чём также говорит слоган кампании по презентации - New look. Even more magic. (дословно — Новый облик. Больше магии).

## Изменения

### Liquid Glass
Изменения, привнесенные в общий дизайн, характеризуются сменой классического для iOS, начиная с 7 версии, плоского дизайна, на, концептуально тесно связанный с явлением преломления света, что свойственно стеклянным веществам, дизайн, более известный как стеклянный дизайн (англ. glassmorphism).
Интерфейс взаимодействия для большей части предустановленных для операционной системы приложений гармонично переработан в унисон с общим языком дизайна.
Встречайте — Жидкое Стекло.
Самое грандиозное обновление дизайна за всю историю компании. Новый дизайн для всех платформ Apple акцентируется на контенте, который важен для Вас. Кроме всего прочего, он создает единый язык дизайна для разных платформ, сохраняя при этом отличительные черты, которые делают каждую из них уникальной.
Что же насчет этого чистого, завораживающего взгляд, материала? Это — жидкое стекло, что сочетает в себе оптические свойства стекла и ощущение текучести. Жидкое стекло "преломляет" содержимое под собой, отражая свет вокруг себя и обладая великолепным эффектом линзы по краям.
Официальный сайт Apple (с последовательным авторским переводом на русский язык)

### Apple Intelligence
{{main|Apple©|

### Предустановленные приложения

#### Просмотр
Список фирменных приложений iOS пополняет Просмотр, позволяющее просматривать и редактировать файлы, такие как изображения, офисные документы и документы формата PDF. Похожие возможности были реализованы в приложении Файлы до выпуска iOS 26.

#### Apple Games
Приложение предоставляет централизированный доступ к установленным играм, а также к сервисам Game Center, Apple Arcade и App Store.

### Apple Developer
Нативная платформа для поддержки разработки обзавелась поддержкой нескольких фреймворков и интерфейсов, в числе которых интерфейс для доступа к элементам Liquid Glass.

## Поддерживаемые устройства
Ниже перечислены модели iPhone, поддерживающие iOS 26:
- iPhone 11
- iPhone 11 Pro и iPhone 11 Pro Max
- iPhone SE (2-го поколения)
- iPhone 12 и iPhone 12 mini
- iPhone 12 Pro и iPhone 12 Pro Max
- iPhone 13 и iPhone 13 mini
- iPhone 13 Pro и iPhone 13 Pro Max
- iPhone SE (3-го поколения)
- iPhone 14 и iPhone 14 Plus
- iPhone 14 Pro и iPhone 14 Pro Max
- iPhone 15 и iPhone 15 Plus
- iPhone 15 Pro и iPhone 15 Pro Max
- iPhone 16 и iPhone 16 Plus
- iPhone 16 Pro и iPhone 16 Pro Max
- iPhone 16e

## История выпуска
Первая бета-версия iOS 26 для разработчиков была выпущена 9 июня 2025 года.

### История версий
|  | Предыдущий выпуск |  | Последний выпуск |  | Версия для разработчиков |

| Версия          | Номер сборки       | Дата выхода     | Примечания к выпуску |
| --------------- | ------------------ | --------------- | --- |
| iOS 26.0 Beta 1 | 23A5260n, 23A5260u | 9 июня 2025     | 13 июня 2025 года компания Apple выпустила оперативное обновление с номером сборки 23A5260u, предназначенное специально для iPhone 15 и iPhone 16. Ранее некоторые владельцы этих устройств сообщали о критическом баге: при обновлении устройства «зависали» на изображении низкого заряда батареи. |
| iOS 26.0 Beta 2 | 23A5276f           | 23 июня;        | Исправлены ошибки и добавлены улучшения: - Изменилась фоновая прозрачность в пункте управления. - Добавлено альтернативное звучание классического рингтона «Отражение» (Reflection). |
| iOS 26.0 Beta 3 | 23A5287g           | 7 июля 2025     | - Новые обои. Apple добавила новые цветовые варианты обоев, разработанных специально для iOS 26, — Halo, Dusk, Sky и Shadow. Предусмотрено три различных варианта синего тона, а также один с оттенками фиолетового. - Изменения в пункте управления. Компания слегка изменила синий и зеленый цвета на переключателях Wi-Fi, Bluetooth, AirDrop и Cellular. Цвета стали ярче и лучше сочетаются с другими оттенками в пункте управления. - Safari. Интерфейс папок в фирменном браузере претерпел незначительные изменения. - Карты. Приложение получило поддержку предупреждений о тумане в офлайн-режиме. |
| iOS 26.0 Beta 4 | 23A5297i           | 22 июля 2025    | - Изменение приложения Apple Music для MacOS 26 Tahoe. Теперь оно похоже на приложение Подкасты: такие же крупные обложки и свернутое боковое меню слева. - Уведомления на Mac теперь выглядят в духе iOS 26. Такие же полупрозрачные компактные окошечки внизу экрана. Оба изменения нашли 21 июля, когда Apple случайно выпустила новую бету macOS 26. - Вернули прозрачный дизайн нижних панелей в приложениях. В iOS 26 beta 3 их сделали матовыми, из-за чего многие подумали, будто бы Apple отказалась от Liquid Glass. Просто доработали и добавили обратно: прозрачности стало чуть меньше, благодаря чему увеличилась читаемость текста. - Вернули сводку уведомлений Apple Intelligence. В одной из версий iOS 18 функция была отключена из-за появления большого количества фейков, но теперь она снова доступна. Больше никакой путаницы, а заодно появилась пометка «Создано Apple Intelligence». - В приложении Телефон появились новые настройки. Они позволяют отключать звук от неизвестных номеров и управлять фильтрацией вызовов. |
| iOS 26.0 Beta 5 | 23A5308g           | 5 августа 2025  | - Recovery Assistant. Введён инструмент для восстановления устройства, если оно не запускается. Он сам диагностирует и пытается устранить проблему без необходимости обращения в сервис. - App Store. В карточках приложений появился новый раздел с информацией об их доступности — теперь пользователи с особыми потребностями могут заранее узнать, насколько приложение им подходит. - Камера и фото. Исправлены ошибки с отображением режимов камеры и ускорена работа при быстрой отправке снимков. Также решены проблемы с исчезновением групп фото и работой поиска в фотопикере. - Общее повышение стабильности и устранение багов. |
| iOS 26.0 Beta 6 | 23A5318c           | 11 августа 2025 | - Выравнивание. Вернули старое управление камерой свайпами, а тумблер переключения режимов убрали - Производительность. Система стала работать в 1,5-2 раза быстрее - Новые рингтоны к Reflection. Появилось 6 новых рингтонов - Liquid Glass. Тумблеры в настройках получили эффект Liquid Glass, который показывали еще на WWDC 2025 |